# 伊萬基夫
50°56′7″N 29°53′46″E / 50.93528°N 29.89611°E

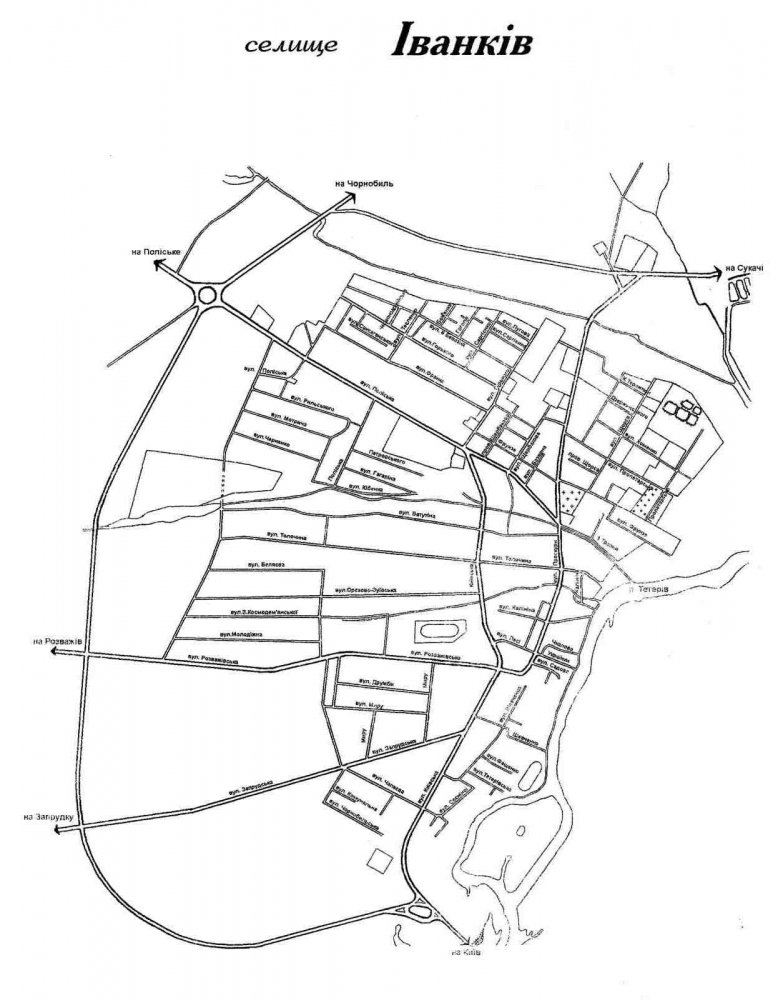
伊萬基夫市地圖

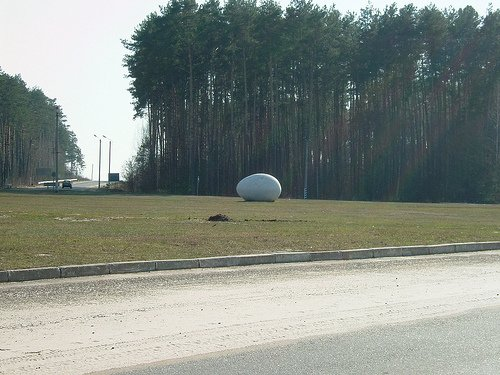
“巨蛋”地標

伊萬基夫（羅馬化：Ivankiv），又按俄语名译为伊万科夫，是烏克蘭中北部基輔州维什霍罗德区伊万基夫市镇内的市級鎮及其行政中心。處於捷捷列夫河左岸，始建於1589年，面積8平方公里，2012年人口10,678人，人口密度每平方公里1,325.25人。

## 備註
1. ↑  俄语：，羅馬化：Ivankov